# Juan de Bonilla y Vargas
Juan de Bonilla y Vargas (Madrid, 1 de junio de 1648 - Córdoba, 1 de enero de 1712) fue un religioso trinitario español, catedrático en Salamanca, predicador real, y obispo de Almería y de Córdoba.

## Biografía
Nacido en Madrid, a los quince años ingresó en el convento de trinitarios descalzos de la villa, en el que profesó el año siguiente.  
Estudió Filosofía en Valladolid y Teología en la Universidad de Salamanca, en la que fue catedrático de Durando hasta 1693, fecha en la que se trasladó a Madrid para oficiar como predicador en la corte del rey Carlos II. En 1703 fue elegido ministro provincial de su orden, y en 1704 vicario general.
Al estallar la Guerra de sucesión española tomó partido por los borbónicos, lo que le valió que el rey Felipe V le presentara para regir la diócesis de Almería. Recibió la consagración episcopal en 1705 de manos del patriarca de Indias Pedro Portocarrero.
Dos años después fue promovido a la diócesis de Córdoba, que había quedado vacante por la muerte del cardenal Salazar.

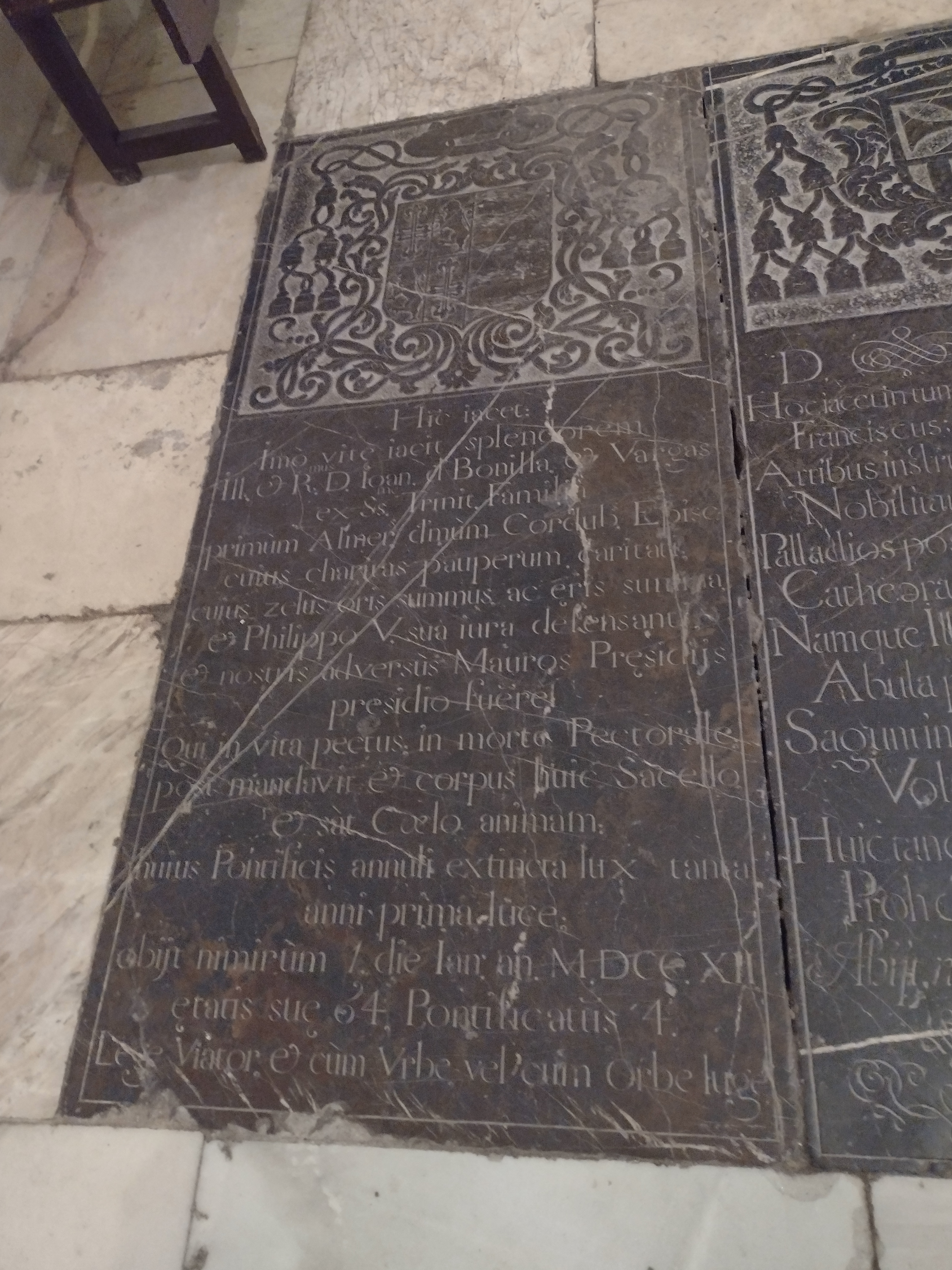
Tumba de Juan de Bonilla y Vargas

Enfermo de perlesía desde hacía varios años, murió en Córdoba el 1 de enero de 1712 a los 63 años de edad. Fue sepultado en la capilla de Villaviciosa de la catedral de Córdoba.